# Елена Кантакузина Трапезундска
Елена Кантакузина (на гръцки: Ελένη Καντακουζηνή; † 1463 г.) е последната императрица на Трапезунд, съпруга (вероятно втора) на последния трапезундски император Давид Велики Комнин.

## Биография
Елена Кантакузина е сестра на Георги Палеолог Кантакузин, командващ отбраната на крепостта Смедерево през 1456 г., и правнучка на император Матей Асен Кантакузин, съответно потомка и на българския царски род Асеневци като наследничка на цар Иван Асен III. Неясноти обаче има по отношение на нейния баща – според едни източници той е Димитър I Кантакузин, според други е неговият син Теодор Кантакузин.
Главен източник, който съдържа информация за Елена Кантакузина и потеклото ѝ, е „За произхода на османските императори“ от 1538 г. от Теодор Спандунис. Теодор Спандунис е част от семейство Кантакузини – син е на Матей Спандунис и Евдокия Кантакузина, дъщеря на Теодор Кантакузин от брака му с Ефросина. Теодор Кантакузин е син на Георги Палеолог Кантакузин и внук на Димитър I Кантакузин, които съответно са дядо и прадядо на Теодор Спандунис. Спандунис споменава, че последната трапезундска императрица Елена е сестра на дядо му Георги Палеолог Кантакузин. Това противоречи на информацията в т.нар. Масарелиев ръкопис (на латински: Dell'Imperadori Constantinopolitani), който се съхранява във библиотеката на Ватикана. В този ръкопис наистина се споменава, че сестра на Георги Палеолог Кантакузин се омъжва за императора на Трапезунд. Но според автора на ръкописа тази жена е Теодора Кантакузина и е съпруга не на Давид Комнин, а на неговия баща Алексий IV Велики Комнин. Спандунис обаче е категоричен, че последната императрица на Трапезунд е Елена Кантакузина и е трудно да се установи коя е коректната информация.
На 15 август 1461 г. султан Мехмед II превзема Трапезунд. По негова заповед последният император Давид и семейството му са отведени в Одрин. Те получават хас по течението на река Струма, който трябва да им осигурява годишен приход от 300 хиляди сребърни акчета. През 1463 г. Давид и синовете му са екзекутирани, след като са уличени в заговор срещу султана. Според Спандунис Елена надживява съпруга и синовете си. Тя трябвало да избере дали да плати глоба от 15 хиляди дуката или на свой ред да бъде екзекутирана. Елена плаща глобата, но е напълно разорена. Според слуховете телата на съпруга и синовете ѝ били изложени на показ извън стените на Константинопол, а Елена се установява да живее в сламена колиба в близост до мястото, на което са оставени телата на близките ѝ. Тя започва тайно да копае гробове, в които да погребе телата им. Според Спандунис бившата императрица ровела земята с голи ръце. Накрая успява да погребе тайно съпруга и децата си и умира ден по-късно.
Ръкописът на Масарели обаче не споменава нищо за Елена Кантакузина. Това кара много учени да се съмняват, че тя въобще е съществувала. Те смятат, че историята, която Спандунис разказва, се отнася за Мария Готска, спомената като съпруга на император Давид в Масарелиевия ръкопис.
Император Давид има трима сина и две дъщери:
- Василий, Давид и Мануил Комнини, обезглавени по заповед на султан Мехмед II
- Анна, омъжена веднъж за Мохамед Заган паша, бейлербей на Македония, и втори път за Силван Бей, син на Илван Бей
- втора дъщеря, омъжена за Мамия II, принц Гурели.

Заради неяснотата около съществуването на Елена Кантакузина някои учени приемат, че майка на тези деца е Мария Готска.